# (73196) 2002 JZ10
(73196) 2002 JZ10 – planetoida z pasa głównego asteroid okrążająca Słońce w ciągu 3,64 lat w średniej odległości 2,36 j.a. Odkryta 8 maja 2002 roku.